# Фолькероде
Фолькероде (нем. Volkerode) — община в Германии, в земле Тюрингия. 
Входит в состав района Айхсфельд. Подчиняется управлению Эрсхаузен/Гайсмар.  Население составляет 245 человек (на 31 декабря 2010 года). Занимает площадь 6,88 км².